# Hermann Halveren
Hermann Halveren (* im 17. Jahrhundert in Köln; † im 17. Jahrhundert ebenda) war ein deutscher Jurist und Gesandter der Reichsstadt Köln zu den Verhandlungen, die 1648 zum Westfälischen Frieden geführt haben.

## Leben
Hermann Halveren wurde als Sohn des Kölner Senators Bernhard Halveren und dessen Ehefrau Catharina Eyssenlaub alias Isserhenfft geboren.
1629 immatrikulierte er sich an der Universität zu Köln und schloss sein Studium als Doktor beider Rechte ab. Er wurde Stadtsyndikus in Köln und vertrat diese Stadt von Juli 1646 an neben den Bistümern Brixen und Trient bei den Verhandlungen in Münster und Osnabrück, die 1648 den Westfälischen Frieden gebracht haben.
Auf dem Nürnberger Exekutionstag (1649/1650), der zur Klärung von Fragen, die bei den Friedensverhandlungen offen geblieben waren, einberufen worden war, vertrat er zusammen mit dem Bürgermeister Franz Brasart die Interessen Kölns.
Auch auf dem Frankfurter Deputationstag war er 1655 Kölns Gesandter.
Am 2. Juni 1648 vermählte er sich mit Margarethe Staden (1626–1707). Aus der Ehe sind vier Kinder hervorgegangen
- Catharina (* 1649, ⚭ 1686 Johannes Caspar Hertmanni, Kurpfälzer Hofrat, Vogt zu Brüggen)
- Sybertus (1651–1700, Doktor beider Rechte, Sekretär der Stadt Köln,  ⚭ 1676 Christina Franziska Holzenius, Tochter des Ferdinand Ignaz Holzenius und der Maria Sibylla von Bergh)
- Helena (* 1653, ⚭  Johann Theodor von Ruth, Rat des Domstifts und Kapitels zu Straßburg)
- Hermann (* 1656, Kanzler in Straßburg, ⚭ Theresia von Weinnemer)